# Saison 2014-2015 du Biarritz olympique Pays basque
Cette page présente la saison 2014-2015 du Biarritz olympique Pays basque en Pro D2.

## Entraîneurs
- Entraîneur en chef : Eddie O'Sullivan
- Entraîneur des arrières : Pierre Chadebech
- Entraîneur des avants : Benoît August
- Entraîneur de la mêlée : Benoît Lecouls

## Transferts

### Effectif professionnel 2014-2015
| Nom                 | Poste            | Naissance  | Nationalité sportive | Sélections (points marqués) | Dernier club               | Arrivée au club (année) |
| Benjamin Noirot     | Talonneur        | 17/12/1980 | France               | 1 (0)                       | RC Toulon                  | 2014                    |
| Elvis Levi          | Talonneur        | 21/02/1987 | Australie            | -                           | Béziers                    | 2014                    |
| Laurent Cabarry     | Pilier           | 18/01/1985 | France               | -                           | Agen                       | 2014                    |
| Eugene van Staden   | Pilier           | 16/12/1980 | Afrique du Sud       | -                           | Natal Sharks               | 2012                    |
| Franck Montanella   | Pilier           | 26/03/1982 | France               | 1 (0)                       | Newcastle                  | 2014                    |
| Stéphane Clément    | Pilier           | 03/09/1987 | France               | -                           | Stade Rochelais            | 2014                    |
| Ben Broster         | Pilier           | 07/05/1982 | Pays de Galles       | 2 (5)                       | London Wasps               | 2012                    |
| Johann Lourdelet    | Pilier           | 21/06/1991 | France               | -                           | Clermont                   | 2013                    |
| Edwin Hewitt        | Deuxième ligne   | 28/03/1988 | Afrique du Sud       | -                           | Natal Sharks               | 2014                    |
| Ikapote Fono        | Deuxième ligne   | 09/11/1985 | Tonga                | -                           | Tarbes                     | 2014                    |
| Erik Lund           | Deuxième ligne   | 03/06/1979 | Norvège              | 89 (15)                     | Leeds Carnegie             | 2010                    |
| Nemia Soqeta        | Deuxième ligne   | 21/10/1989 | Fidji                | 2 (0)                       | Oyonnax                    | 2014                    |
| Mathias Marie       | Deuxième Ligne   | 09/01/1991 | France               | -                           | Union Bordeaux Bègles      | 2010                    |
| Tanguy Molcard      | Troisième ligne  | 23/06/1989 | France               | -                           | USA Perpignan              | 2009                    |
| Philip van der Walt | Troisième ligne  | 14/07/1989 | Afrique du Sud       | -                           | Cheetahs                   | 2014                    |
| Bryn Evans          | Troisième ligne  | 28/10/1984 | Nouvelle-Zélande     | 2 (0)                       | London Irish               | 2014                    |
| Ueleni Fono         | Troisième ligne  | 06/05/1982 | Tonga                | 2 (0)                       | SU Agen                    | 2013                    |
| Luix Roussarie      | Demi de mêlée    | 15/03/1991 | France               | -                           | Leicester                  | 2012                    |
| Kevin Boulogne      | Demi de mêlée    | 19/03/1986 | France               | -                           | Section paloise            | 2014                    |
| Kurt Morath         | Demi d'ouverture | 13/11/1984 | Tonga                | 18 (231)                    | Kubota Spears              | 2014                    |
| Dan Waenga          | Demi d'ouverture | 01/01/1986 | Nouvelle-Zélande     | -                           | Chiefs                     | 2013                    |
| Nick De Luca        | 3/4 centre       | 01/02/1984 | Écosse               | 43 (5)                      | Edinburgh                  | 2014                    |
| Clément Marienval   | 3/4 centre       | 10/07/1985 | France               | -                           | Stade Rochelais            | 2014                    |
| Charles Gimenez     | 3/4 centre       | 11/02/1988 | France               | -                           | Stade toulousain           | 2009                    |
| Benoît Baby         | 3/4 centre       | 07/09/1983 | France               | 9 (8)                       | ASM Clermont               | 2011                    |
| Seremaia Burotu     | 3/4 centre       | 19/07/1987 | Fidji                | -                           | Rugby à VII                | 2011                    |
| Jacques Boussuge    | 3/4 aile         | 15/05/1985 | France               | -                           | Brive                      | 2014                    |
| Takudzwa Ngwenya    | 3/4 aile         | 22/07/1985 | États-Unis           | 21 (35)                     | Dallas Athletic Rugby Club | 2007                    |
| Rodney Davies       | 3/4 aile         | 15/05/1989 | Australie            | 1 (0)                       | Queensland Reds            | 2014                    |
| Paul Couet-Lannes   | Arrière          | 12/03/1991 | France               | -                           | Formé au club              | -                       |

### Effectif Espoir 2013-2014
| Nom                    | Poste            | Naissance  | Nationalité sportive | Sélections (points marqués) | Dernier club          | Arrivée au club (année) |
| Jonnah Dabti           | Talonneur        | 19/02/1993 | France               | -                           | US Tours              | 2013                    |
| Romain Ruffenach       | Talonneur        | 04/09/1994 | France               | -                           | Formé au club         | -                       |
| César Biscioni         | Pilier           | 20/09/1994 | France               | -                           | Stade Toulousain      | 2014                    |
| Cécilion Puleoto       | Pilier           | 03/10/1992 | France               | -                           | Formé au Club         | -                       |
| Michaël Dallery        | Pilier           | 11/06/1993 | France               | -                           | Formé au Club         | -                       |
| Addison Lockley        | Deuxième ligne   | 20/10/1991 | Angleterre           | -                           | Moseley               | 2013                    |
| Éric dos Santos        | Deuxième ligne   | 06/05/1993 | Portugal             | -                           | Stade Montois         | 2013                    |
| Alban Placines         | Troisième ligne  | 23/04/1993 | France               | -                           | Formé au club         | -                       |
| Augustin Saint-Antoine | Troisième ligne  | 25/02/1994 | France               | -                           | Formé au club         | -                       |
| Oliver Hitchings       | Troisième ligne  | 13/09/1994 | Pays de Galles       | -                           | Cardiff               | 2013                    |
| Asier Usarraga         | Troisième ligne  | 31/12/1994 | Espagne              | -                           | Formé au club         | -                       |
| Maxime Lucu            | Demi de mêlée    | 12/01/1993 | France               | -                           | Saint-Pée-sur-Nivelle | -                       |
| Sébastien Dimitri      | Demi d'ouverture | 27/09/1994 | France               | -                           | Bègles                | -                       |
| Yohan Le Bourhis       | Demi d'ouverture | 14/03/1994 | France               | -                           | Stade Rochelais       | 2014                    |
| Geoffrey Sella         | 3/4 centre       | 14/12/1992 | France               | -                           | Saracens              | 2013                    |
| Kevin Haget            | 3/4 centre       | 25/02/1992 | France               | -                           | Formé au club         | -                       |
| Alex Arrate            | 3/4 centre       | 24/06/1997 | France               | -                           | Formé au club         | -                       |
| Julen Goia             | 3/4 aile         | 12/12/1991 | Espagne              | Espagne                     | Formé au club         | -                       |
| Tim Giresse            | 3/4 aile         | 07/09/1993 | France               | -                           | Formé au club         | -                       |
| Kylan Hamdaoui         | 3/4 aile         | 15/04/1994 | France               | -                           | Clermont              | 2014                    |

## Calendrier et résultats

### Pro D2
| - Biarritz olympique - Stade aurillacois : 16-15 - SC Albi - Biarritz olympique : 34-16 - Biarritz olympique - Stade montois : 24-20 - US Carcassonne - Biarritz olympique : 25-18 - Biarritz olympique - Tarbes PR : 52-10 - AS Béziers - Biarritz olympique : 17-9 - Biarritz olympique - US Dax : 24-17 - US Montauban - Biarritz olympique : 43-3 - Biarritz olympique - USA Perpignan : 23-18 - Section paloise - Biarritz olympique : 41-6 - Biarritz olympique – RC Massy Essonne : 21-3 - Biarritz olympique - SU Agen : 42-18 - RC Narbonne - Biarritz olympique : 7-20 - Biarritz olympique - Colomiers rugby : 30-3 - CS Bourgoin-Jallieu - Biarritz olympique : 6-27 | - Stade aurillacois - Biarritz olympique : 24-20 - Biarritz olympique - SC Albi : 14-9 - RC Massy Essonne - Biarritz olympique : 10-18 - Biarritz olympique - Section paloise : 0-20 - USA Perpignan - Biarritz olympique : 48-15 - SU Agen - Biarritz olympique : 12-3 - Biarritz olympique - AS Béziers : 21-16 - Biarritz olympique - RC Narbonne : 34-19 - Tarbes PR - Biarritz olympique : 26-21 - Stade montois - Biarritz olympique : 23-15 - Biarritz olympique - CS Bourgoin-Jallieu : 40-0 - Biarritz olympique - US Carcassonne : 28-11 - Colomiers rugby - Biarritz olympique : 42-33 - Biarritz olympique - US Montauban : 26-17 - US Dax - Biarritz olympique : 29-28 |

Avec 17 victoires, 0 match nul et 13 défaites et un total de 77 points le Biarritz olympique termine à la 7e place.
| Rang | Club                   | J  | V  | N | D  | Bo | Bd | Pm  | Pe  | Diff | Pts |
| ---- | ---------------------- | -- | -- | - | -- | -- | -- | --- | --- | ---- | --- |
| 1    | Section paloise        | 30 | 20 | 1 | 9  | 10 | 2  | 754 | 530 | +224 | 94  |
| 2    | Stade montois          | 30 | 18 | 0 | 12 | 4  | 7  | 676 | 531 | +145 | 83  |
| 3    | USA Perpignan (R)      | 30 | 17 | 1 | 12 | 7  | 5  | 744 | 615 | +129 | 82  |
| 4    | SU Agen                | 30 | 17 | 0 | 13 | 7  | 6  | 732 | 611 | +121 | 81  |
| 5    | SC Albi                | 30 | 18 | 0 | 12 | 2  | 6  | 651 | 606 | +45  | 80  |
| 6    | Stade aurillacois      | 30 | 16 | 2 | 12 | 6  | 3  | 650 | 579 | +71  | 77  |
| 7    | Biarritz olympique (R) | 30 | 17 | 0 | 13 | 6  | 3  | 647 | 580 | +67  | 77  |
| 8    | Colomiers Rugby        | 30 | 16 | 0 | 14 | 1  | 4  | 635 | 632 | +3   | 69  |
| 9    | US Carcassonne         | 30 | 15 | 0 | 15 | 2  | 4  | 688 | 706 | -18  | 66  |
| 10   | US Montauban (P)       | 30 | 13 | 1 | 16 | 5  | 5  | 627 | 638 | -11  | 64  |
| 11   | AS Béziers             | 30 | 14 | 0 | 16 | 2  | 5  | 620 | 655 | -35  | 63  |
| 12   | Tarbes PR              | 30 | 13 | 2 | 15 | 0  | 6  | 635 | 750 | -115 | 62  |
| 13   | CS Bourgoin-Jallieu    | 30 | 11 | 3 | 16 | 2  | 4  | 548 | 652 | -104 | 52¹ |
| 14   | RC Narbonne            | 30 | 11 | 1 | 18 | 1  | 3  | 604 | 746 | -142 | 50  |
| 15   | US Dax (²)             | 30 | 10 | 1 | 19 | 1  | 4  | 518 | 687 | -169 | 47  |
| 16   | RC Massy (P)           | 30 | 8  | 0 | 22 | 1  | 8  | 643 | 854 | -211 | 41  |

## Statistiques

### Statistiques collectives
Attaque
Défense

### Statistiques individuelles
Meilleur réalisateur